# Triangle House
Le Triangle House ou Safmarine House est un gratte-ciel du Cap en Afrique du Sud.

## Histoire
Le bâtiment est construit construit de 1991 à 1993. L'architecte est l'agence Louis Karol Architects qui pour ce bâtiment a reçu une récompense de l'institut des architectes sud-africains.

## Description
Le gratte-ciel a une hauteur de 104 mètres, et est l'un des dix plus hauts immeubles du Cap. Il abrite des bureaux sur 26 étages pour une surface de plancher de 40 000 m². L'immeuble fait 53,5 mètres de large.
Le plan cruciforme du bâtiment permet aux espaces de bureaux d'avoir accès à la lumière naturelle.
Il y a des terrasses extérieures aux 22e et 23e étages et le sommet en forme de pyramide fait un angle de 45° degrés par rapport au reste de l'immeuble.
La finition extérieure est faite d'un revêtement en béton préfabriqué avec du granit poli à la base.